# 日本式ローマ字
日本式ローマ字（にっぽんしきローマじ）は、1885年に提案された、日本語をラテン文字で表記する方法である。

## 概要
物理学者の田中舘愛橘が考案した表記法であり、それまでは恣意的に表記されていたローマ字を、五十音図に基づいて系統立った表記法としたものである。1885年（明治18年）に発表された後、明治・大正・昭和を通した50年近くの研究（映画フィルムのサウンドトラックに記録した音声を切り張りしたり逆転再生させたりして「音素」を分析するなど）で、日本式ローマ字は音韻論の立場から理にかなったものであることが判明した。
1937年に、日本式ローマ字を基礎として、それに改変を加えた訓令式ローマ字が公認されたことで、表記法もしくは正書法（言語を文字で表す方法）としては、日本式ローマ字は訓令式ローマ字に発展的解消したとみなされる（ただし、古くからローマ字表記が存在した固有名詞には、今でも日本式ローマ字が使われているケースがある）。ちなみに、翻字法（元の文字と転写後の文字が1対1に対応し、元言語の音は必ずしも反映されない、文字転写）としては現在でも使われており、ISO 3602にも収録されている（「ゐ wi」と「ゑ we」と「くゎ kwa」と「ぐゎ gwa」は現代日本語では廃れた文字であるとの注記付きで）。
現行の訓令式との大きな違いは、「だ行」の表記法である。また、仮名のない「や行い yi」「や行え ye」「わ行う wu」が載っているが、学習容易性を重視して収録した由で、1936年のフランス語での講演では無くしている（ただし、訓令式とは異なり、仮名のある「ゐ wi」と「ゑ we」と「を wo」は残っている）。

## 日本式ローマ字の一覧表
| あ    | い    | う    | え    | お    | 拗音（ようおん） | 拗音（ようおん） | 拗音（ようおん） |
| ----- | ----- | ----- | ----- | ----- | ---------------- | ---------------- | ---------------- |
| あ a  | い i  | う u  | え e  | お o  |                  |                  |                  |
| か ka | き ki | く ku | け ke | こ ko | きゃ kya         | きゅ kyu         | きょ kyo         |
| さ sa | し si | す su | せ se | そ so | しゃ sya         | しゅ syu         | しょ syo         |
| た ta | ち ti | つ tu | て te | と to | ちゃ tya         | ちゅ tyu         | ちょ tyo         |
| な na | に ni | ぬ nu | ね ne | の no | にゃ nya         | にゅ nyu         | にょ nyo         |
| は ha | ひ hi | ふ hu | へ he | ほ ho | ひゃ hya         | ひゅ hyu         | ひょ hyo         |
| ま ma | み mi | む mu | め me | も mo | みゃ mya         | みゅ myu         | みょ myo         |
| や ya | い yi | ゆ yu | え ye | よ yo |                  |                  |                  |
| ら ra | り ri | る ru | れ re | ろ ro | りゃ rya         | りゅ ryu         | りょ ryo         |
| わ wa | ゐ wi | う wu | ゑ we | を wo |                  |                  |                  |
| が ga | ぎ gi | ぐ gu | げ ge | ご go | ぎゃ gya         | ぎゅ gyu         | ぎょ gyo         |
| ざ za | じ zi | ず zu | ぜ ze | ぞ zo | じゃ zya         | じゅ zyu         | じょ zyo         |
| だ da | ぢ di | づ du | で de | ど do | ぢゃ dya         | ぢゅ dyu         | ぢょ dyo         |
| ば ba | び bi | ぶ bu | べ be | ぼ bo | びゃ bya         | びゅ byu         | びょ byo         |
| ぱ pa | ぴ pi | ぷ pu | ぺ pe | ぽ po | ぴゃ pya         | ぴゅ pyu         | ぴょ pyo         |
|       |       |       |       |       | くゎ kwa         |                  |                  |
|       |       |       |       |       | ぐゎ gwa         |                  |                  |

田中舘が示した表では、はねる音（撥音）「ん」の記述が抜けている。論文内の例文を見ると、「ん」は、「n」としている（直後にnが続くときにも）。直後にb, m, pが続くときの記述は無いが、論文の一貫した趣旨から、後続の文字に無関係にnを用いると読み取れるし、1936年のフランス語での講演では“はねる音には全てnを使う”と明言している。直後にa, i, u, e, o, yが続くときの表記は論文に記述は無いが、nの後にアポストロフィを入れることが慣用されており、1936年のフランス語での講演では“Nのはねる音の次ぎに母音，半母音YのくるときはNの肩に‘（ポストロ）を付け拗音と区別する”と語っている（「'（プライム）」や「’（アキュート・アクセント）」でなく「‘」になっているのは、講演の記録時の誤植であろう）。
田中舘が示した表には、引く音（長音）の記述も無い。論文内の例文を見ると、長音は、母音の上にマクロン（横線）を付けている。しかし、1936年のフランス語での講演では、“引く音には母音aiueoに∧を付け、または（特に大文字の時は）母音を2つ重ねて書く”と、語っている（因みに、â, î, û, ê, ôの上部に付いている「＾」は、サーカムフレックスと呼ばれる）。
田中舘が示した表には、つまる音（促音）「っ」の記述も無い。論文内の例文を見ると、「っ」は、次に来る子音を重ねて書いており、1936年のフランス語での講演では“次に来るkstpを重ねて書く”と明言している。

## 応用例
- 田中館の帝大の同僚でもあった井口在屋は、自身の苗字の「いのくち」の表記を「Inokuty」としていた[4]。日本式ローマ字なら本来は「Inokuti」 だが、井口は「固有名詞、特に人名の場合には特例を認めてもよい」とし、「英語ではYはIと同じ音として用いられることもあり、語尾にはIよりもYの方がふさわしい」という考えからで、家族もそれに従った[4]。